# Psychoda martini
Psychoda martini és una espècie d'insecte dípter pertanyent a la família dels psicòdids que es troba a Àfrica: Kenya.